# John Russell Deane Jr
John Russell Deane Jr, 1919-2013, est un général américain.

## Biographie
Il est le fils du général John Russell Deane.
Il s'engage en 1937 dans le 16e régiment d'infanterie. En 1938, il rejoint l'Académie militaire de West Point. En 1942, il rejoint la 104e division d'infanterie. Il devient chef de bataillon en 1944.
Il travaille en Europe entre 1945 à 1947. En 1951, il travaille au secrétariat des armées. De février 1961 à Juin 1962, il commande le 2e groupe d'armée à Berlin.
De février 1966 au Juillet 1966, il est commandant assistant dans le 1e division d'infanterie. En décembre 1966, il est commandant de 173rd Airborne Brigade.